# Гемифея (дочь Кикна)
Гемифея (или Гемитея, др.-греч. Ἡμιθέα «полубогиня») — персонаж древнегреческой мифологии. Дочь Кикна и Проклии. По навету мачехи Филономы заключена отцом в ящик вместе с братом Тенесом, высадилась на Тенедосе. Когда на Тенедос приплыл флот ахейцев, Ахилл пытался изнасиловать её, но брат её спас. По одному рассказу, убита вместе с братом, либо же её поглотила земля. Её иногда называют Левкофея.